# Erich Hauser
Erich Hauser (Rietheim-Weilheim, 15 december 1930 – Rottweil, 28 maart 2004) was een Duitse beeldhouwer en graficus.

## Leven en werk
Erich Hauser volgde van 1945 tot 1948 een opleiding als graveur in de abdij van Beuron (Erzabtei St. Martin zu Beuron), Sigmaringen (district) (Baden-Württemberg). Daarna bezocht hij de avondschool(beeldhouwopleiding) aan de Freie Kunstschule in Stuttgart. Vanaf 1952 was hij vrijscheppend kunstenaar en beeldhouwer in Schramberg.
Zijn eerste inspiratiebronnen waren de beeldhouwwerken van Pablo Picasso en de in Duitsland werkzame Berto Lardera.
Hauser nam driemaal deel aan de documenta in Kassel: II (1964), III (1968) en 6 (1977). Van 1964 tot 1965 was hij gastdocent aan de Hochschule für Bildende Künste in Hamburg en in 1969 won hij de gerenommeerde Premio Itamaraty van de Xe Biënnale van São Paulo. In 1970 volgde zijn benoeming tot lid van de Akademie der Künste in Berlijn. Van 1984 tot 1985 was Hauser gasthoogleraar aan de Hochschule für Bildende Künste in Berlijn. Ten slotte werd hem in 1986 een hoogleraarschap verleend door de deelstaat Baden-Württemberg. In 2005 was het werk van Hauser te zien bij de Stiftung für Konkrete Kunst Roland Phleps in Freiburg im Breisgau.

## Rottweil
In 1970 vestigde Erich Hauser zich in Rottweil (Baden-Württemberg) . Hij was een van de medeoprichters van het Forum Kunst in Rottweil.
In 1996 werd de Erich Hauser-Stiftung e.V opgericht. Erich Hauser werd in 2000 zowel de Verdienstmedaille van de deelstaat Baden-Württemberg als de cultuurprijs van de stad Rottweil verleend.

## Werken (selectie)
Sinds de zestiger jaren schiep Hauser talrijke monumentale werken voor de openbare ruimte, zoals:
- Ohne Titel (1960), bij de Pädagogische Hochschule in Freiburg im Breisgau
- Betonplastik (1962), Pfaffenwaldring in Stuttgart-Vaihingen
- Stahl 4/63 (1963), in het beeldenpark van de Neue Nationalgalerie/Kulturforum Skulpturen in Berlijn
- 9/63 (1963) in het Ulmer Museum in Ulm
- Stahlplastik 64 (1964), Schönbühlstraße in Stuttgart
- Stahlrelief (1965), Theodor-Lessing-Platz in Hannover
- 3/65 (1965), Sportinstitut Wilhelmstraße in Tübingen
- Brunnenanlage (1966), Amselweg in Tübingen
- Raumsäule 22/68 (1968), in Ludwigshafen am Rhein
- Raumsäule,voor de Pfalzgalerie in Kaiserslautern
- Doppelsäule (1970), als onderdeel van Kunstwegen in Nordhorn
- Doppelsäule 23/70 (1970), in het Beeldenpark van de Pinakotheken München in München
- Doppelraumsäule (1971), in het Hessisches Landesmuseum in Darmstadt
- Raumsäulen (1971), in Gelsenkirchen
- Stahlskulptur (1972/3), op de Friedrichsplatz in Kassel. De sculptuur is geheel vervaardigd van RVS, is 12 m hoog en 16 m breed.
- 8/73 (1973), in Stuttgart
- 13/75 (1975), 6 bodemreliëfs voor het Bundeskanzleramt in Bonn
- ----, in het Skulpturenpark Schloss Morsbroich in Leverkusen
- 7/76 (1976), voor het Eislaufstadion in Ulm
- 4/77 (1977), KUNSTdünger Rottweil in Rottweil-Hausen
- 6/77 (1977), in het Beeldenpark van de Kunsthalle Mannheim in Mannheim
- 5/80 (1980), op de Dianawiese in Ulm
- 5/81 (1981), voor het Sprengel Museum Hannover in Hannover
- 1-74/81 (1981), voor het Rathaus en de Kunsthalle Weishaupt in Ulm
- Stahlengel (1987), onderdeel van de Skulpturenmeile Hannover in Hannover
- 7/87 (1987), onderdeel van de Skulpturen-Rundgang Schorndorf in Schorndorf
- 10/87 (1987), onderdeel van het Kunstpfad Universität Ulm in Ulm
- Stahlskulptur (1988) in Ludwigshafen
- 12/88 (1988), in Heilbronn
- 13/89 (1989), Aesculap-Platz in Tuttlingen
- 9/90 (1990), in Schramberg
- 10/90 (1990), in Balingen
- 4/96 (1996), bij het Geldmuseum Deutschen Bundesbank in Frankfurt am Main
- 3/2000 (2000), Schillerstraße/Hauffstraße in Ulm
- Altaarruimte/kruisbeeld in de Kirche St. Maria in Schramberg

## Fotogalerij

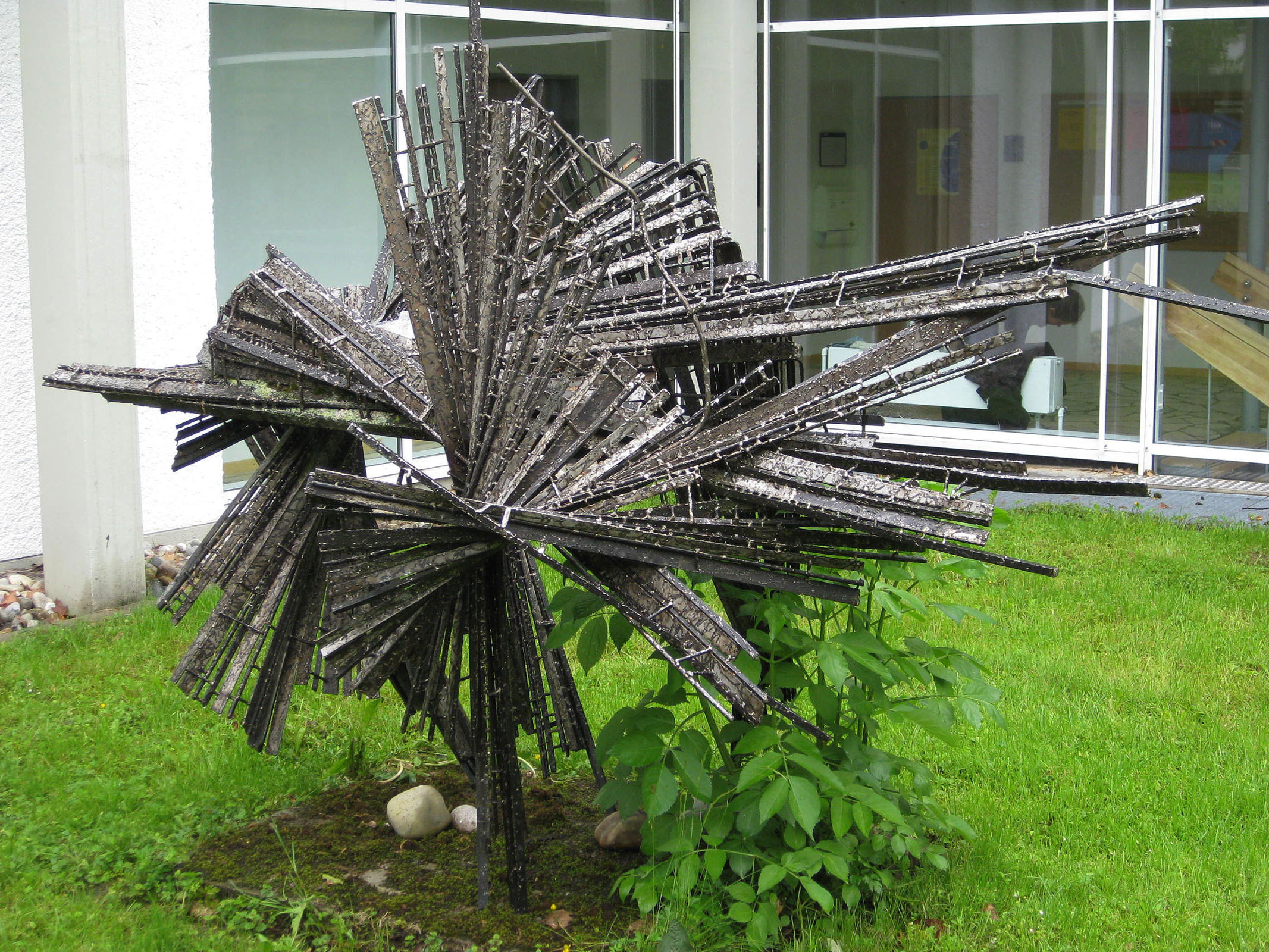
zonder titel (1960), Freiburg im Breisgau
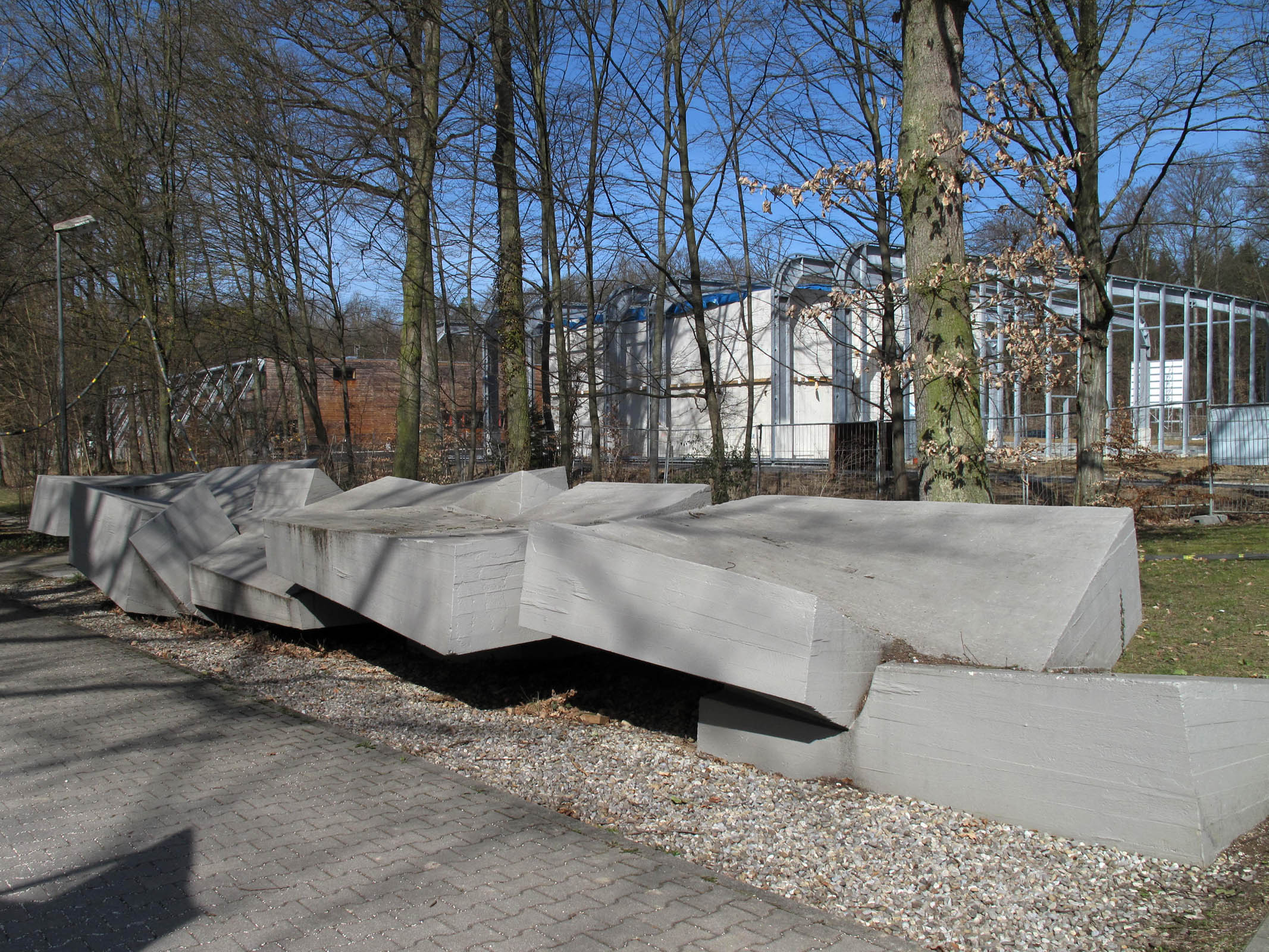
Betonplastik (1962), Stuttgart-Vaihingen
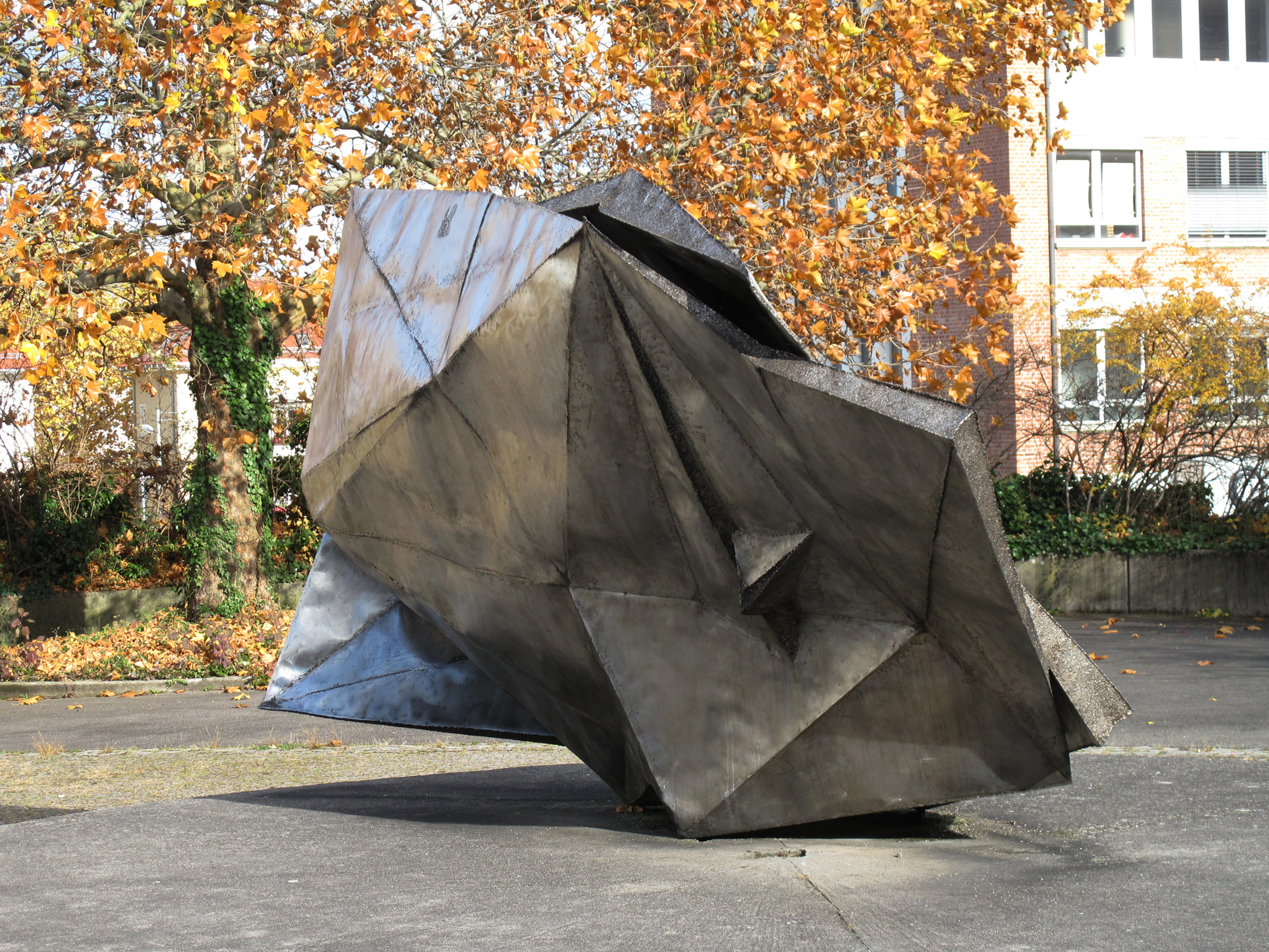
Stahlplastik 64 (1964), Stuttgart
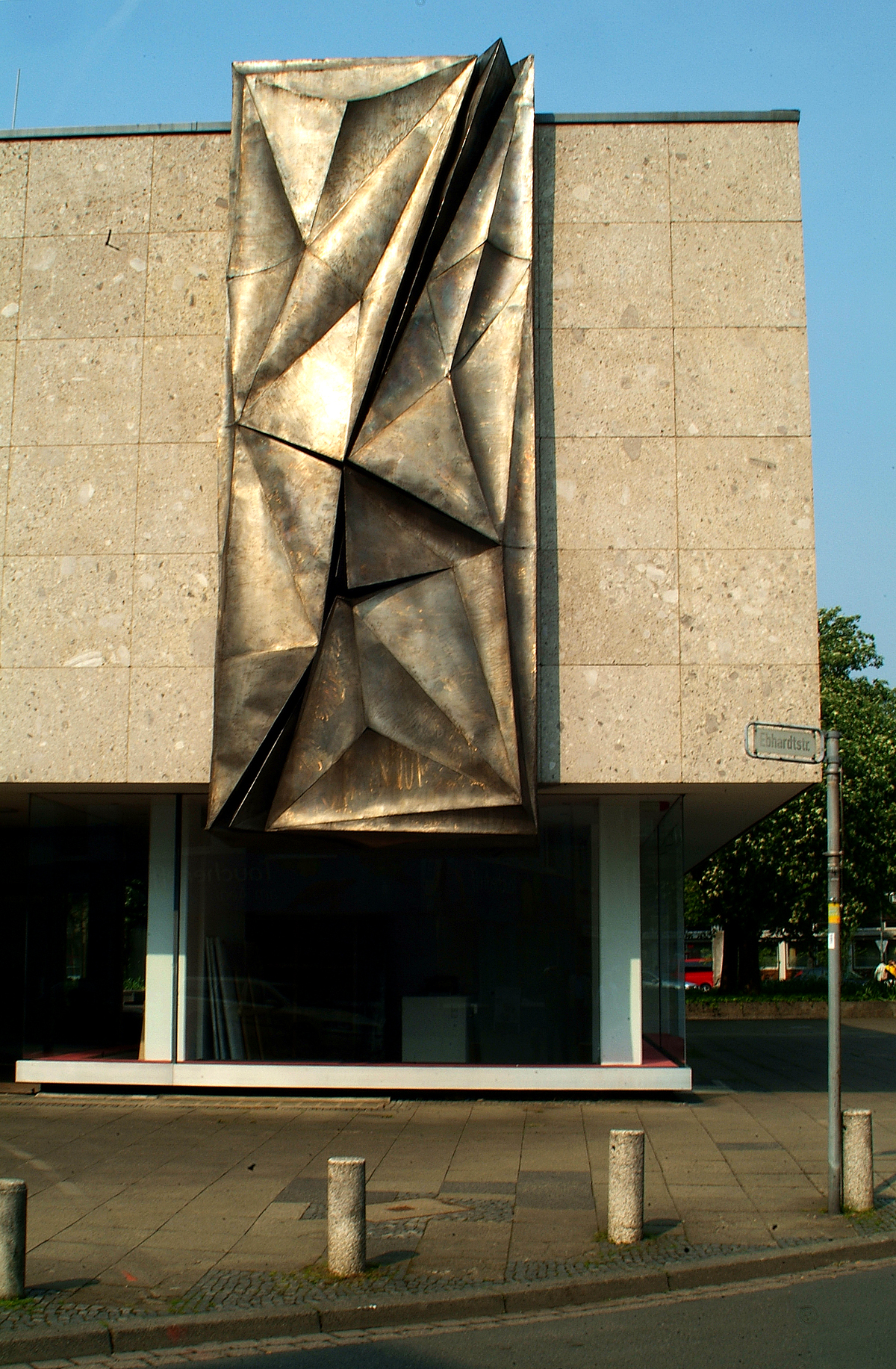
Stahlrelief (1965), Hannover
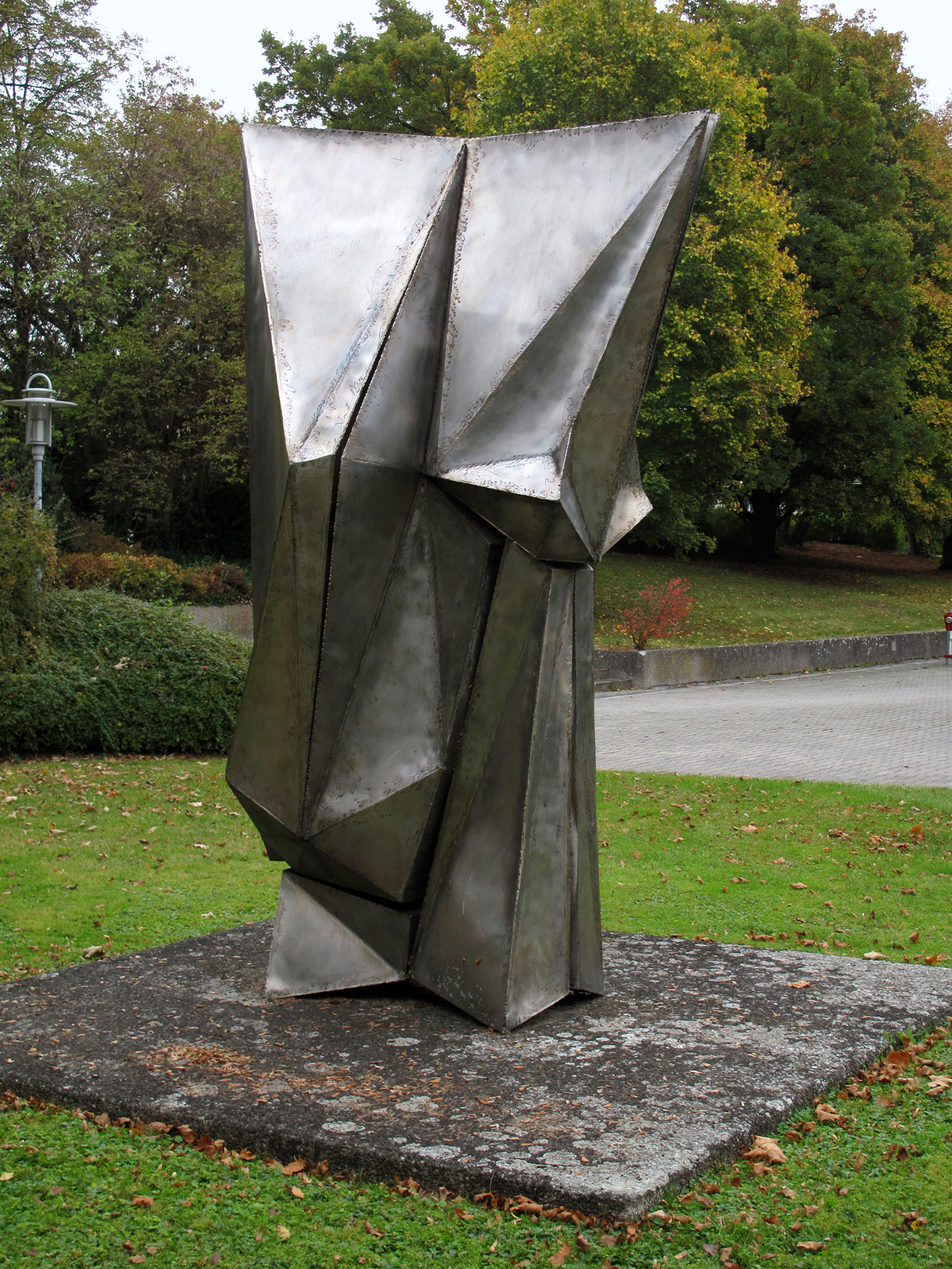
3/65 (1965), Tübingen
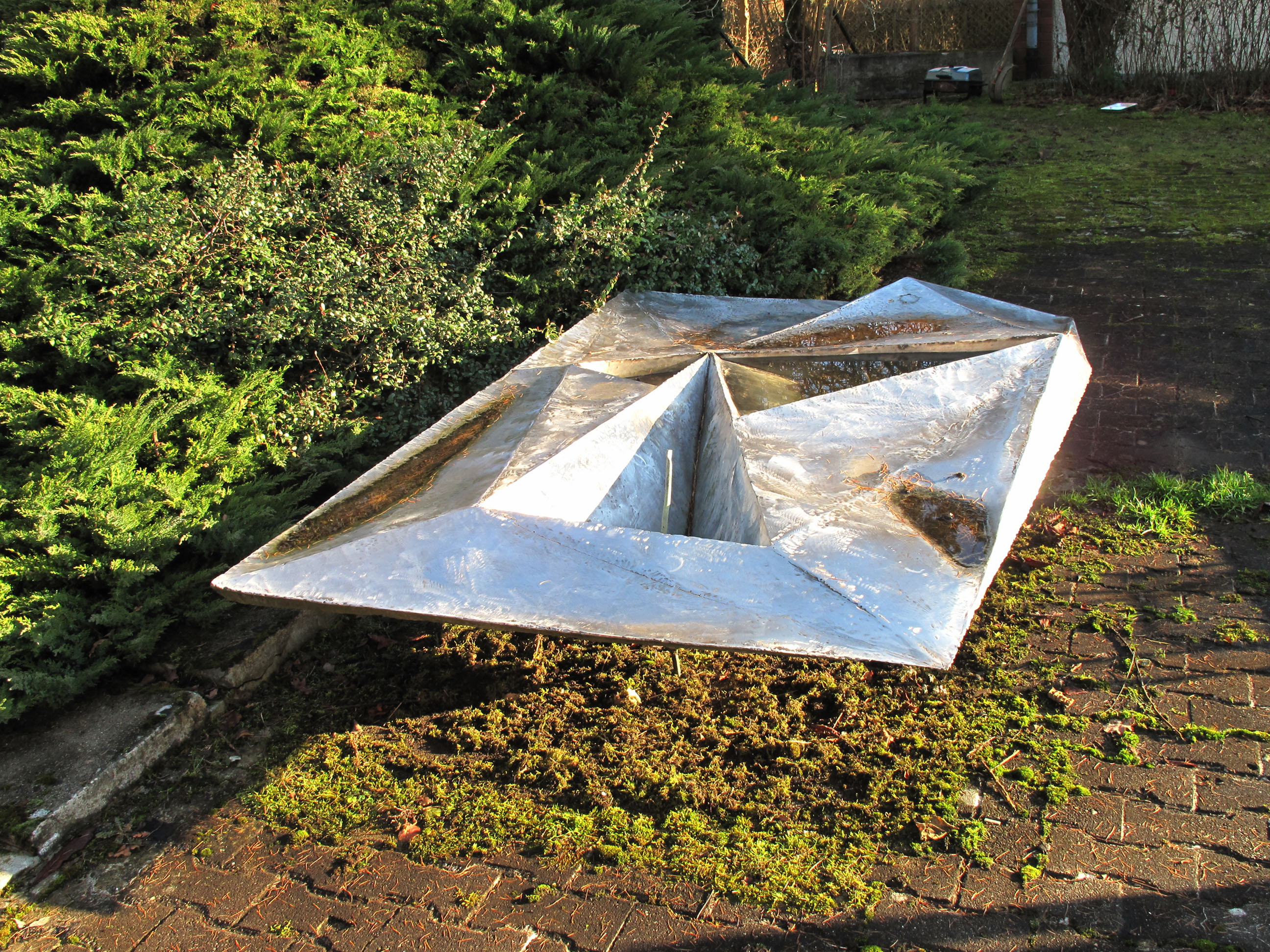
Brunnenanlage (1966), Tübingen
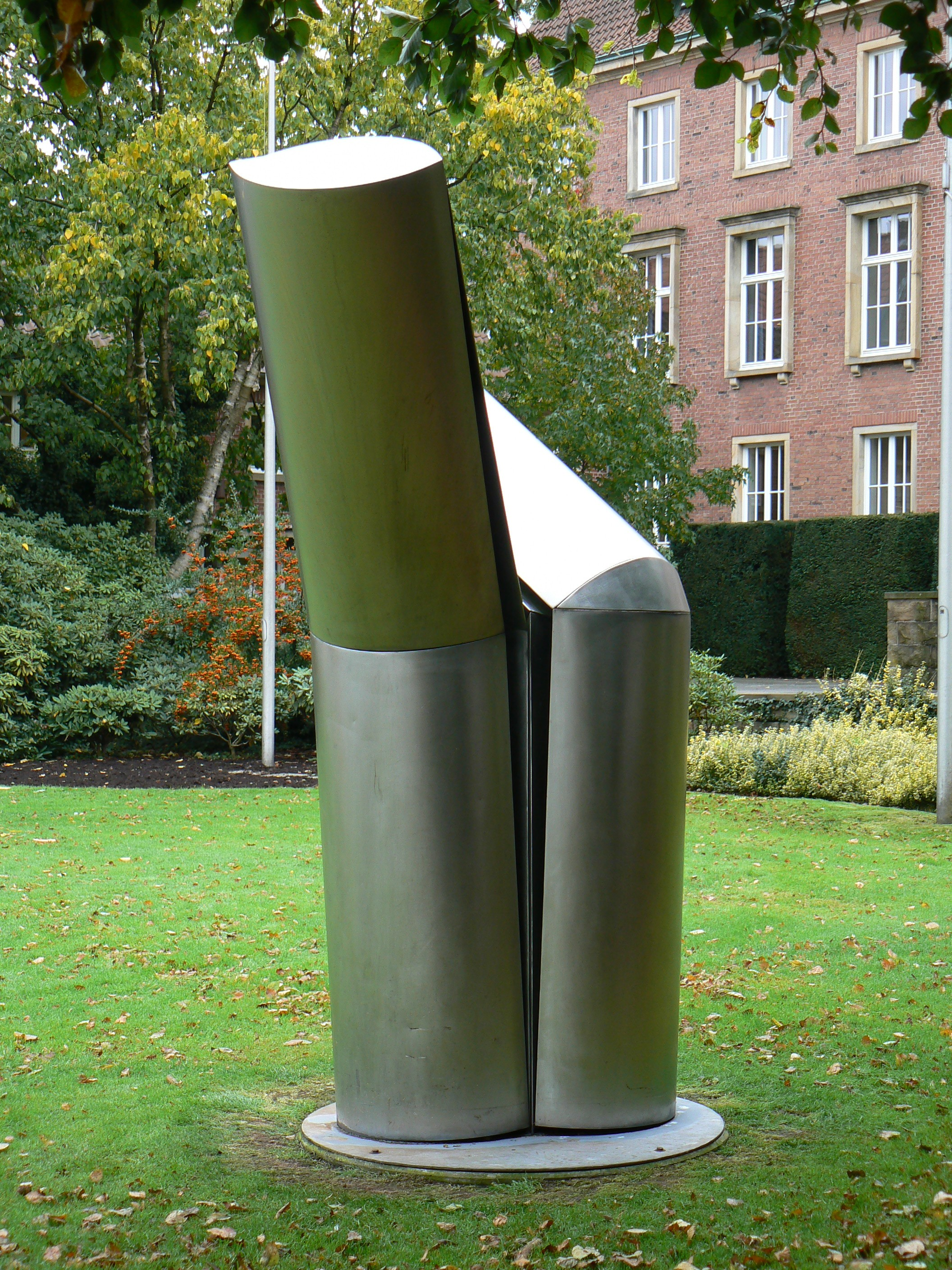
Doppelsäule (1970), beeldenroute Kunstwegen in Nordhorn
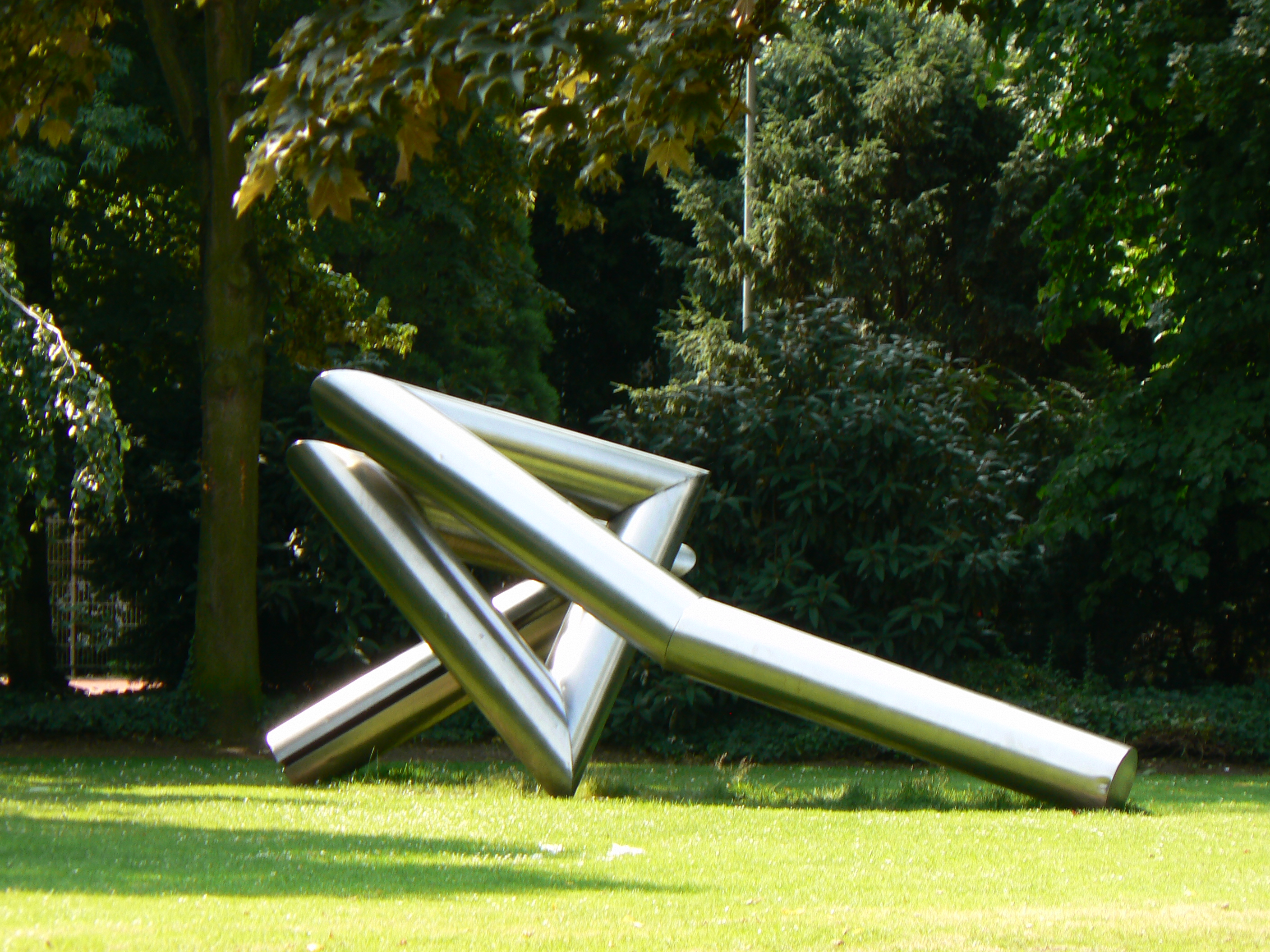
17/70 (1970), beeldenpark van het Lehmbruck-Museum in Duisburg
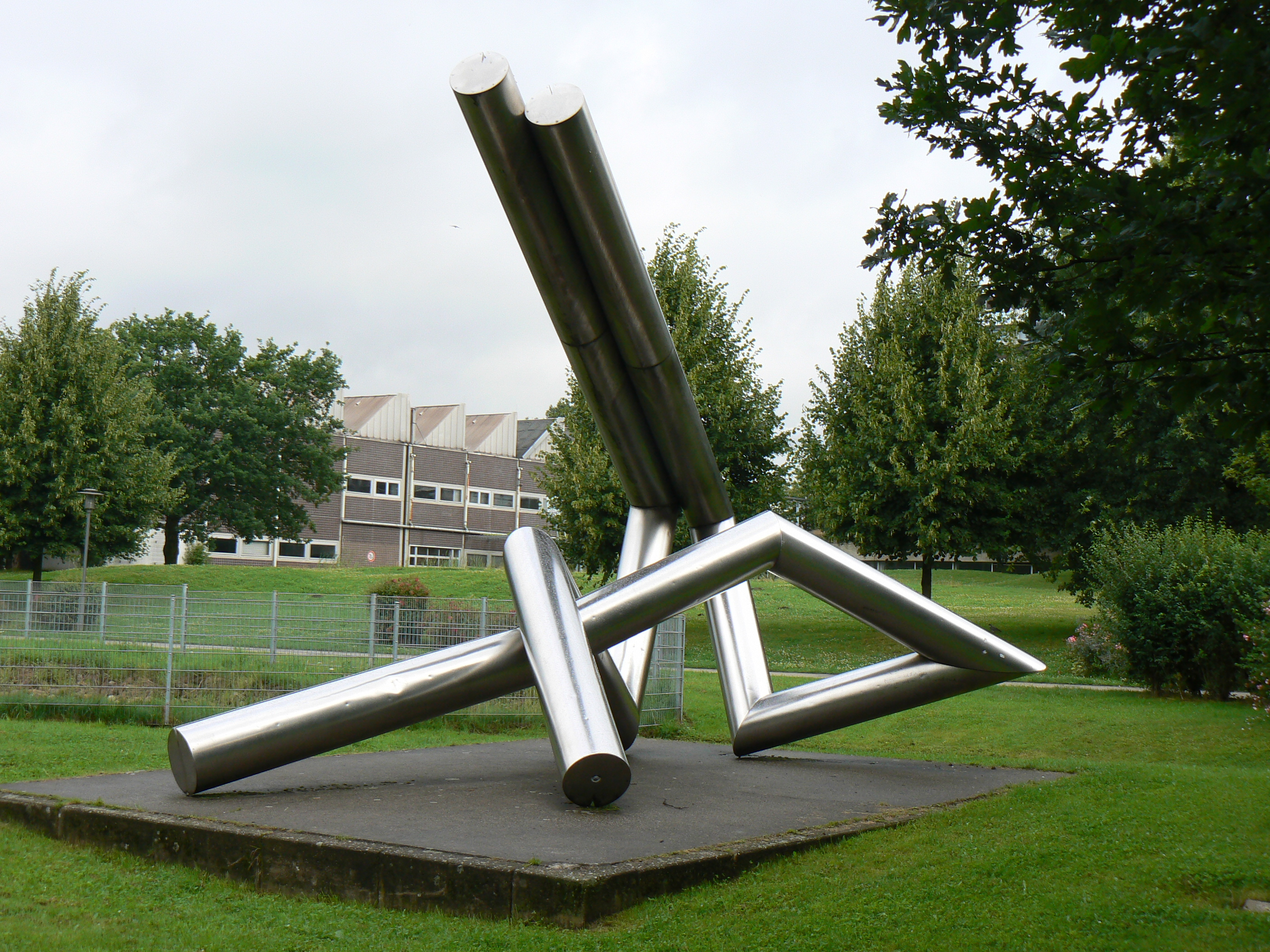
Raumsäulen (1971) in Gelsenkirchen
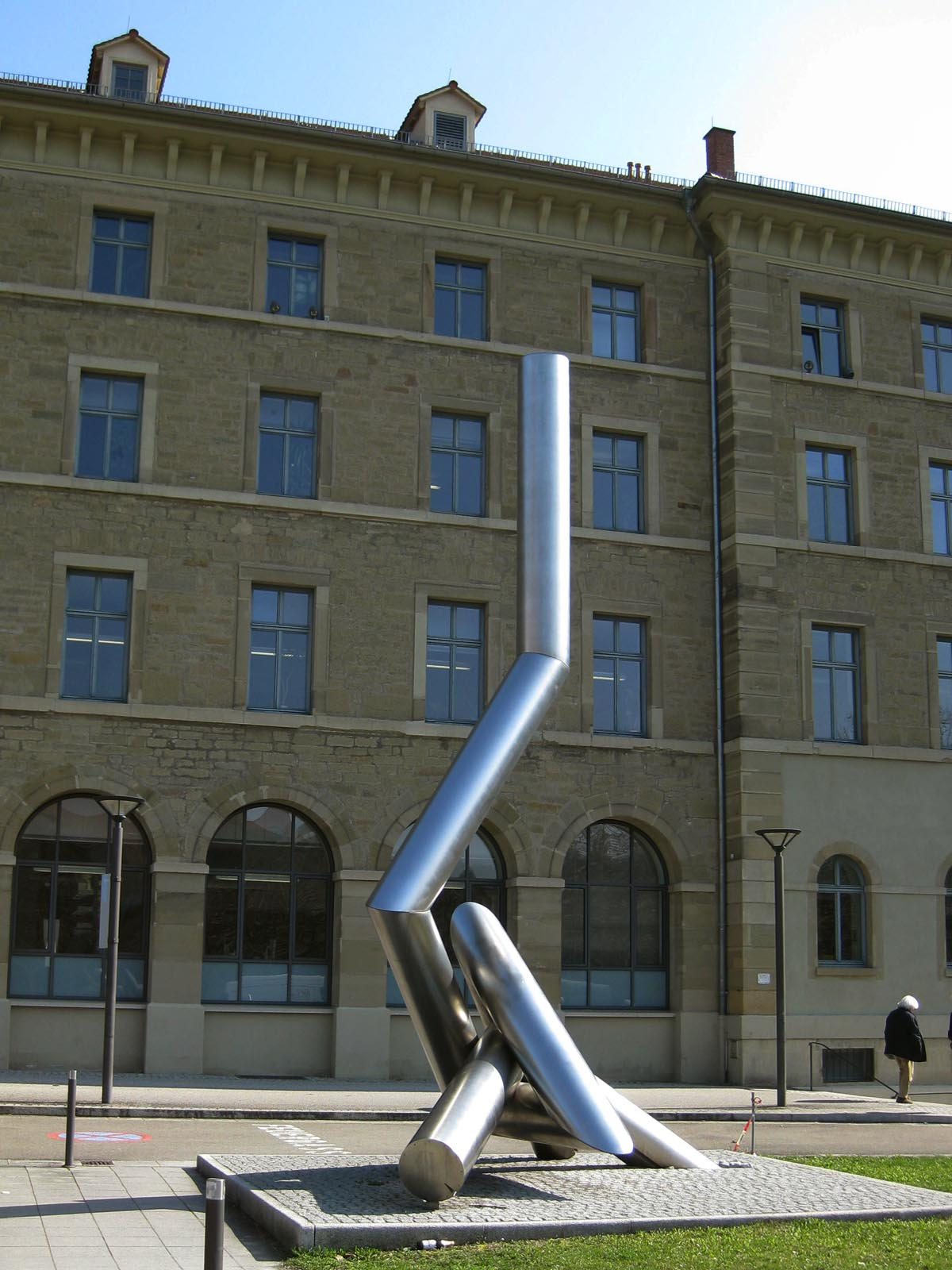
8/73 (1973), Stuttgart
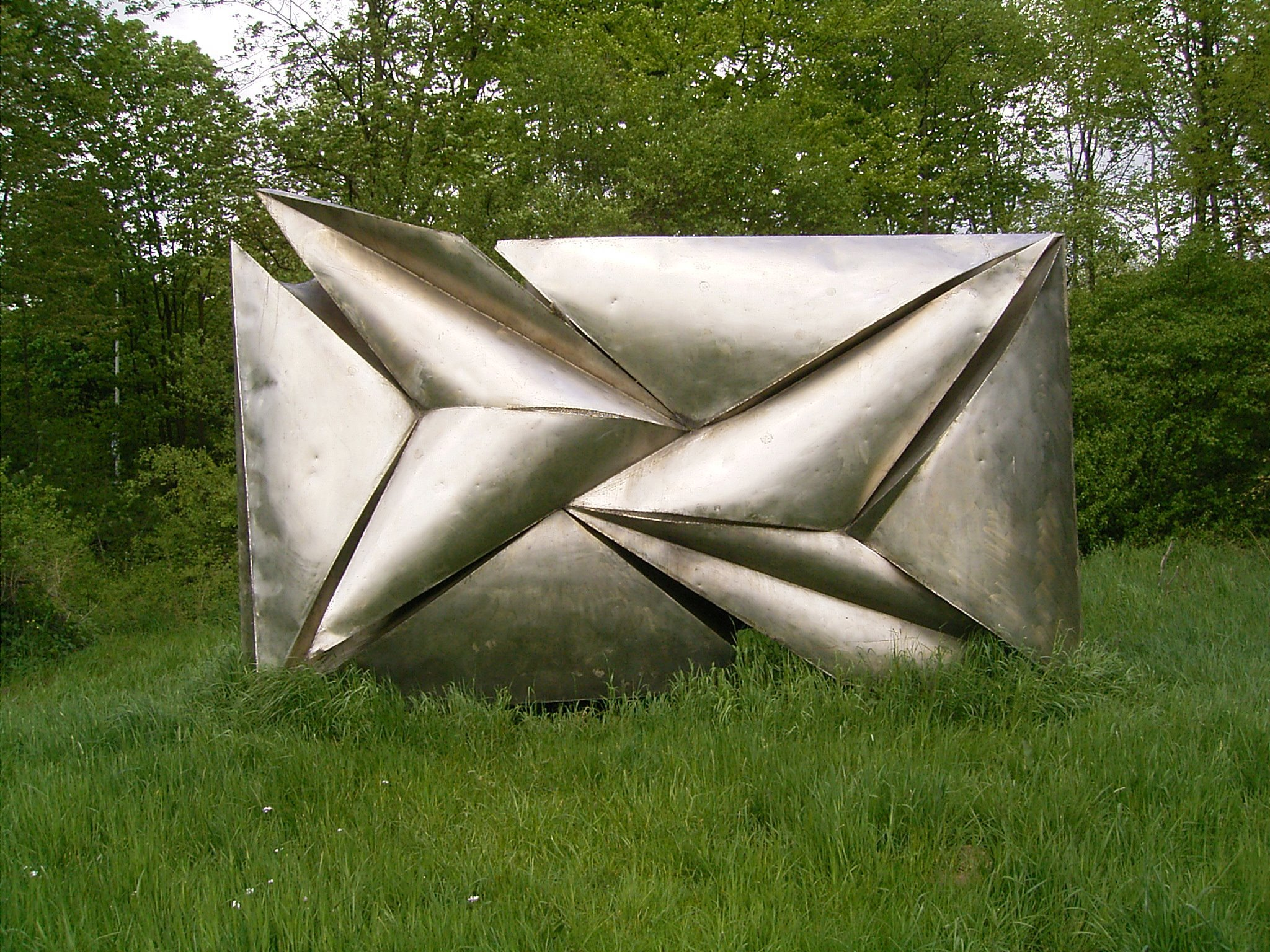
Park Schloss Morsbroich in Leverkusen
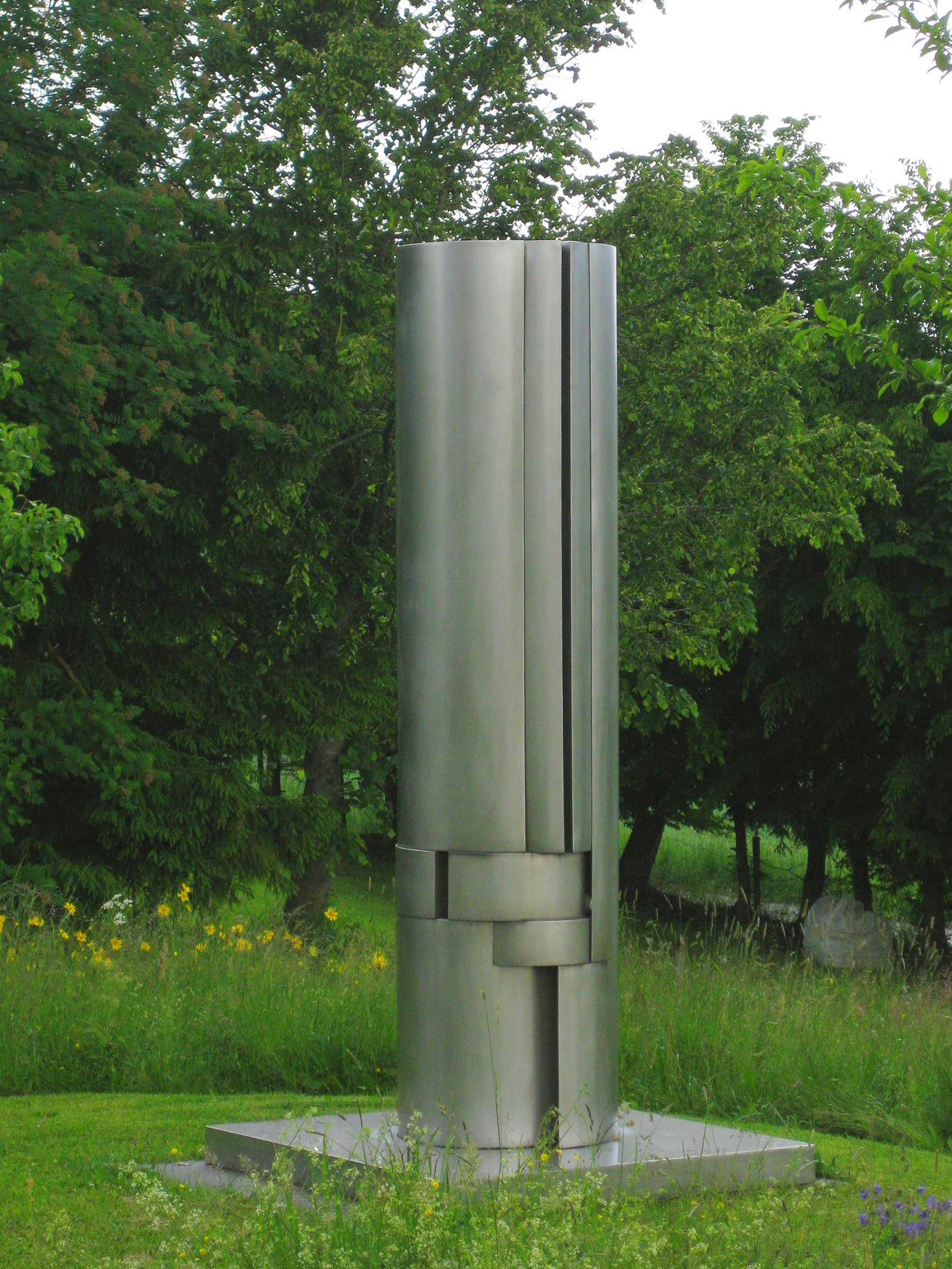
4/77 in Rottweil
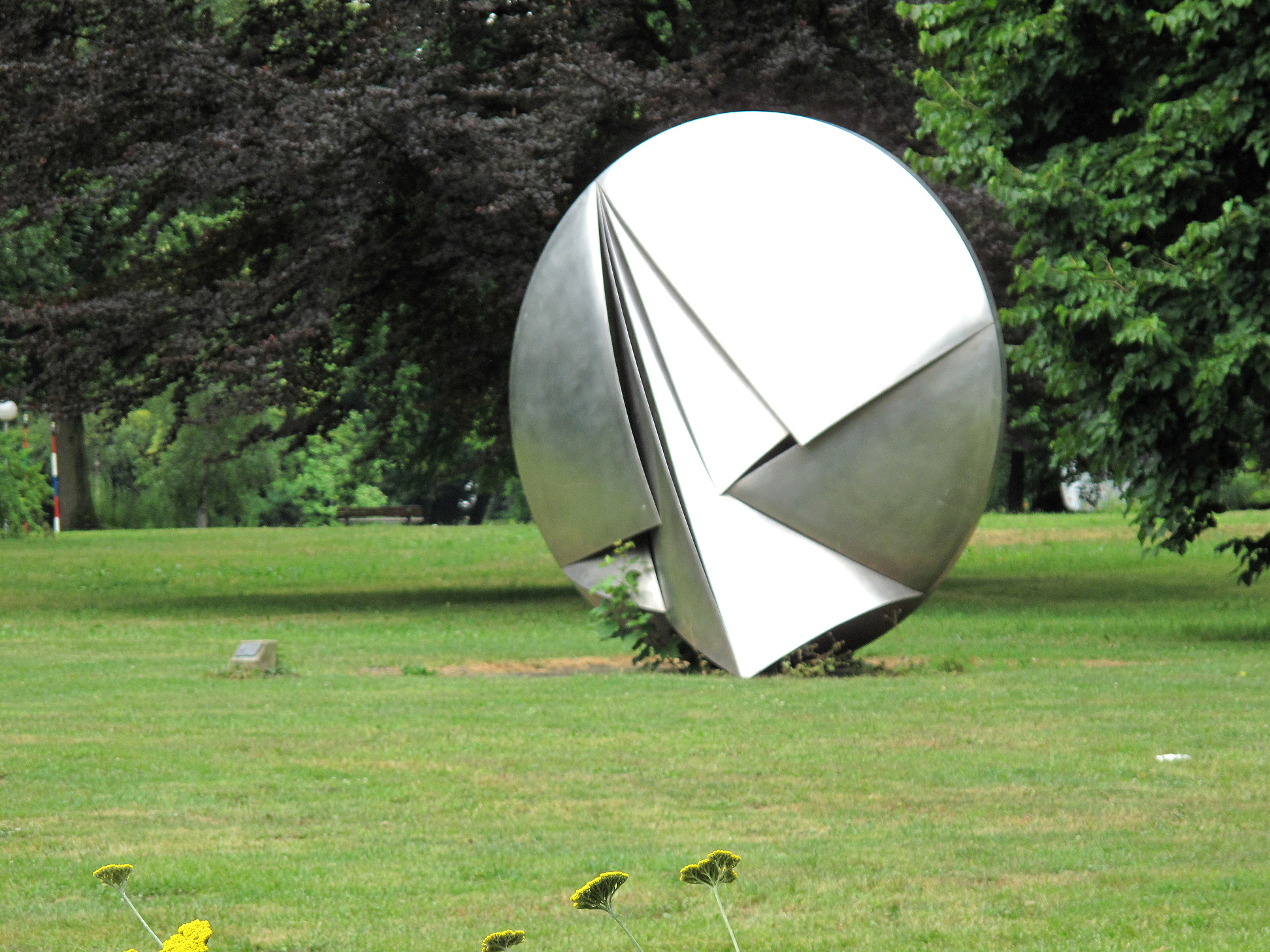
5/80 (1980) in Ulm
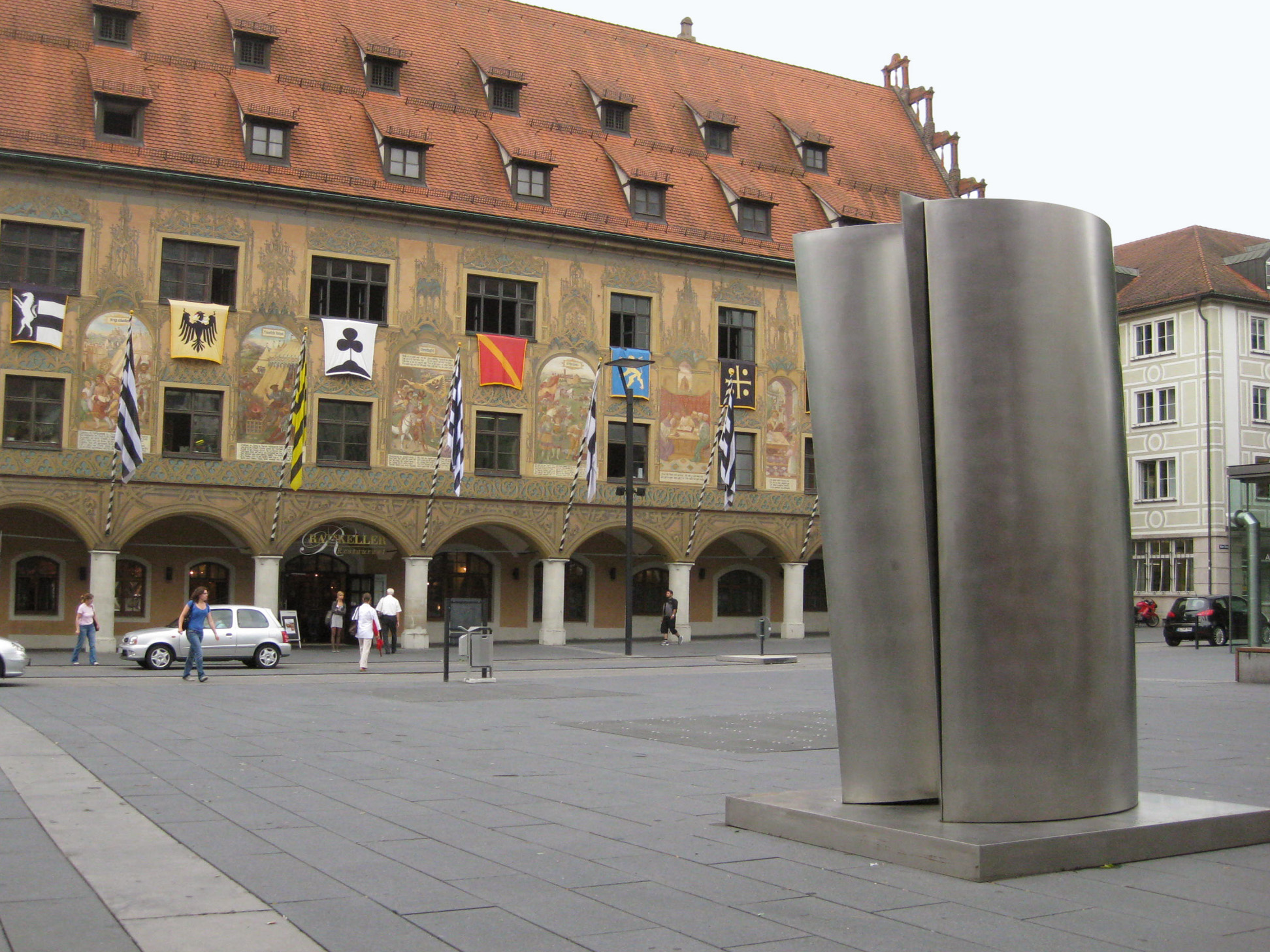
1-74/81 (1981) voor het Rathaus in Ulm
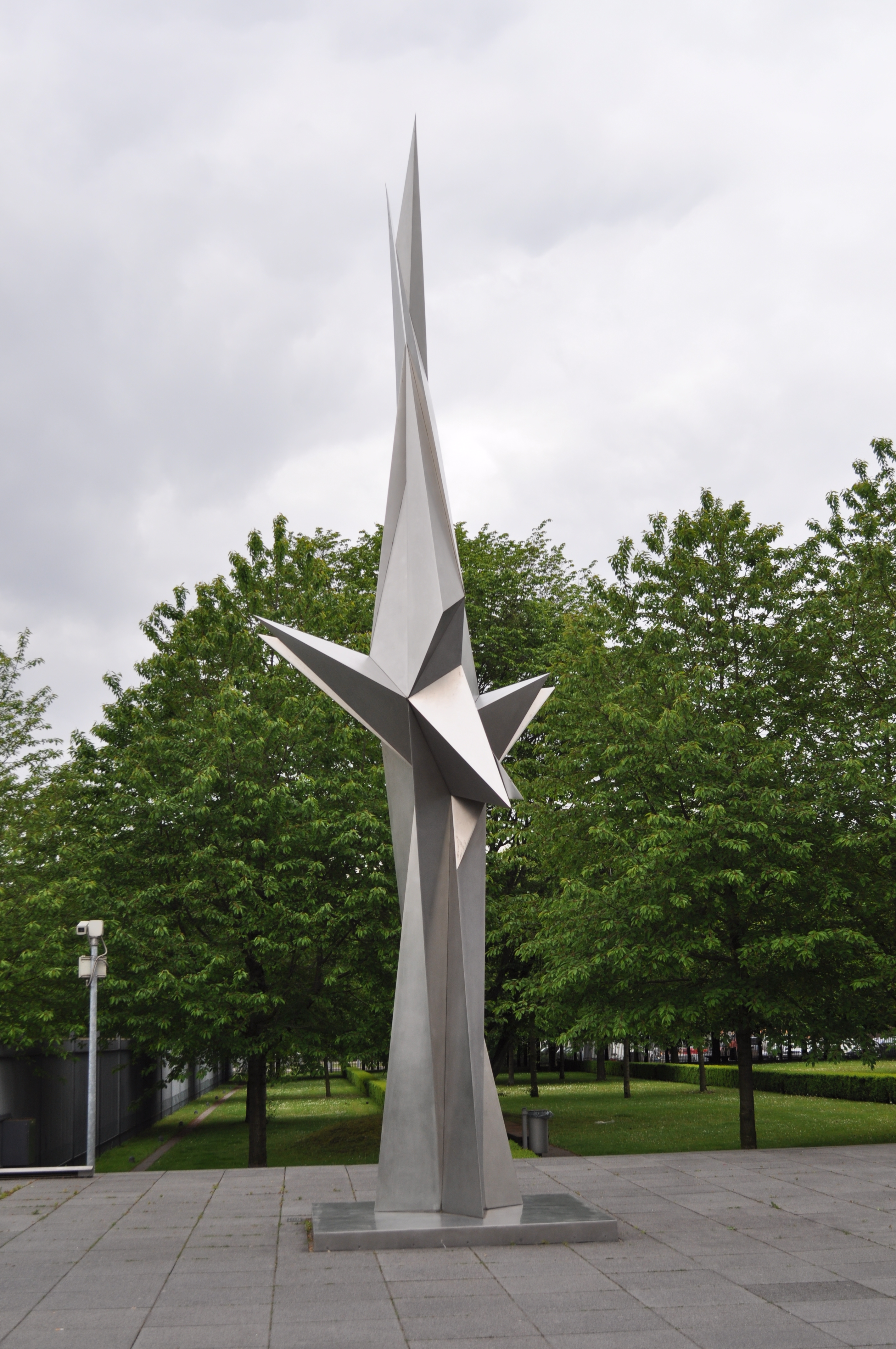
4/96 (1996) in Frankfurt
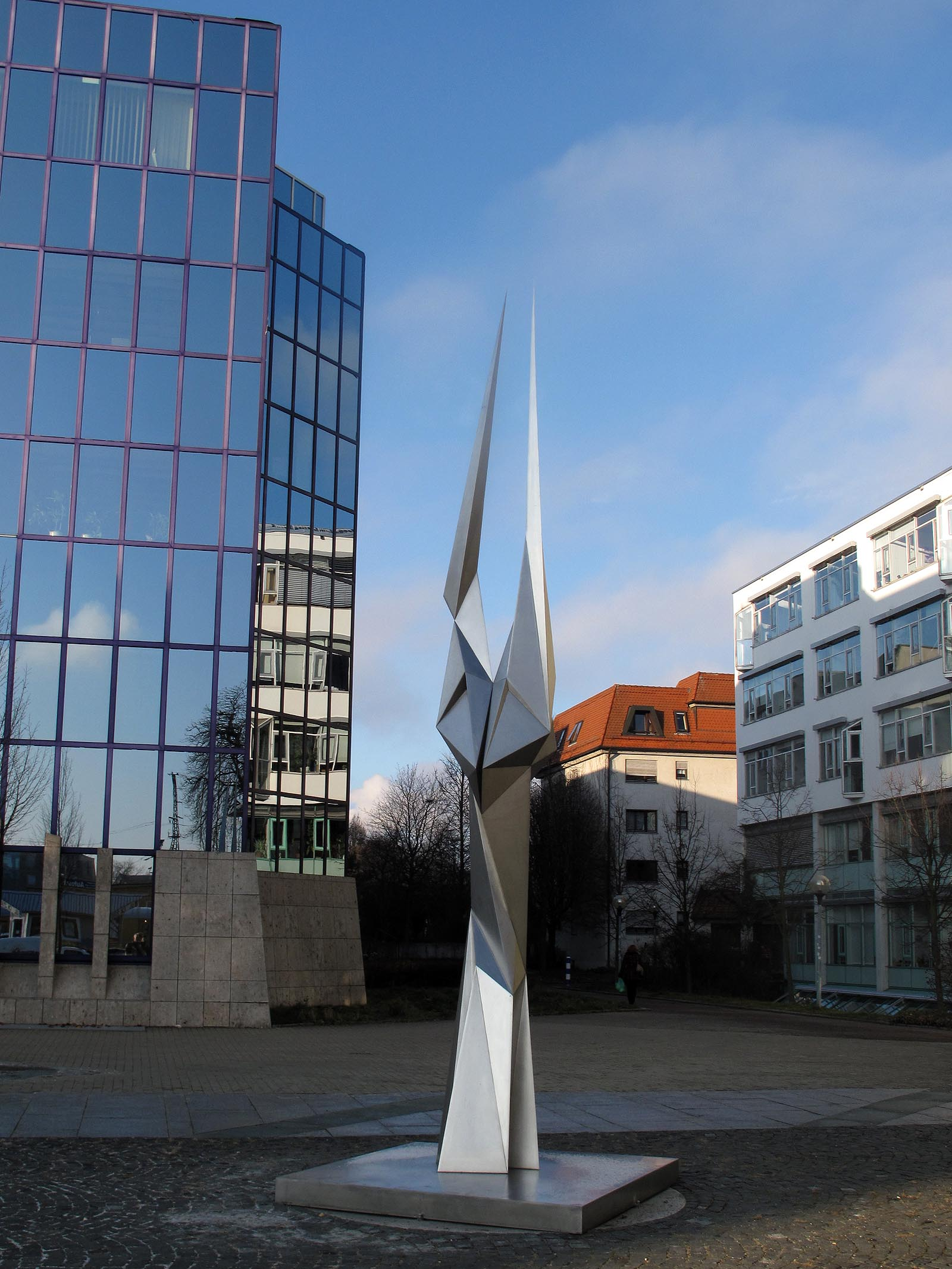
3/2000 (2000) in Ulm